# Пиківка
Пикі́вка — річка в Україні, у Хмільницькому й Калинівському районах Вінницької області, права притока Сниводи (басейн Південного Бугу).

## Опис
Довжина річки 13 км., похил річки — 2,5 м/км. Формується з багатьох безіменних струмків та водойм. Площа басейну 63,5 км².

## Розташування
Бере початок на південному сході від Сербанівки. Тече переважно на південний схід через Колибабинці та Пиків і впадає у річку Сниводу, ліву притоку Південного Бугу.
У Реєстрі річок Вінницької області вказана як річка без назви (Руч).

## Цікаві факти
У XIX столітті на річці існувало багато водяних млинів.